# 政治教导员
政治教导员，簡稱教导员，在部分國家，尤其是社會主義国家由於以「黨指揮槍」為治軍綱領，在武装部队、地方的执法队伍的营、大队等基层单位设立的政治领导岗位，主要負責领导共產黨党务工作及思想政治工作，目的是確保共產黨对基层单位的全面領導。
政治教导员與同級的营长或大队长等军事（或行政执法）主官為同級首長，實行的是雙首長制（如同中国省／市／县区／乡镇的行政首长與黨委書記），擁有相同的權力，互相制衡。政治指导员是共產黨在軍隊的代表。

## 中国共产党黨政機關

### 武装部队
1927年南昌起义、秋收起义建立人民军队后，连以上各级沿袭北伐军传承设立党代表。1928年7月中共六大通过的《军事工作决议案（草案）》规定“采用苏联红军组织的经验，实行政治委员与政治部制度”，至1930年，营党代表均改称政治教导员。
现在解放军、武警部队的各建制营（或相当于营级的分队）均设政治教导员。一般担任所在单位的党总支书记。政治教导员和营长同为全营人员的首长，对本单位的各项工作共同负责；政治教导员对全教的政治工作负主要责任。

### 执法勤务机构
在各执法机关的思想政治工作实行“一岗双责”：行政一把手是本单位思想政治工作的第一责任人，政委、政治教导员、政治指导员是直接责任人，分管领导对分管业务范围内民警的思想政治工作负有重要责任。因此，行政一把手对所在单位的各项工作负总责，是第一责任人；而政委、政治教导员、政治指导员是分管民警的思想政治工作的领导。
科级、副科级（不含）基层执法的所、队机构设立政治指导员： 
- 公安派出所教导员
- 各执法（例如刑侦、经侦、治安、禁毒、出入境等等等）大队教导员

## 外部連結
- The Communist Party and the Red Army （页面存档备份，存于）, Leon Trotsky